# Арістіпп II
Арістіпп II — тиран Аргоса від 241 до 235 року до н. е. наслідував владу після смерті свого батька Аристомаха.

## Життєпис
Перехід влади незважаючи на трагічну загибель Аристомаха I відбувся без збурень. Як і його предки, Арістіпп II спирався на політичну та військову міць Македонії. Водночас, він створив власну гвардію.
Становище тирана погіршилося у зв'язку з успіхами Ахейського союзу та його стратега — Арата, який декілька разів намагався скинути тиранію в Аргосі. Втім, він не отримав підтримки всередині міста. Вочевидь, Арістіппа II проводив більш зважену внутрішню політику, не викликаючи невдоволення серед населення.
У 235 році до н. е. Арат вдерся до Арголіди з військом, але зазнав поразки біля струмка Харадос. Втім ахейцям вдалося змусити аргоське місто Клеони відпасти від Арістіппа й увійти до Ахейського союзу. Для придушення цього повстання Арістіпп II рушив з військом до Клеон, де вібулась битва. Аргоський правитель зазнав поразки від Арата та був вбитий під час втечі біля Мікен критянином Трагіком. Владу наслідував брат Арістіппа — Арістомах.